# Farson
Farson è un census-designated place degli Stati Uniti d'America, situato nella Contea di Sweetwater nello stato del Wyoming. Nel censimento del 2000 la popolazione era di 242 abitanti.

## Geografia fisica
Secondo i rilevamenti dell'United States Census Bureau, la località di Farson si estende su una superficie di 201,4 km², dei quali 195,3 km² sono occupati da terre, mentre 6,1 km² sono occupati da acque.

## Popolazione
Secondo il censimento del 2000, a Farson vivevano 242 persone, ed erano presenti 69 gruppi familiari. La densità di popolazione era di 1,2 ab./km². Nel territorio comunale si trovavano 118 unità edificate. Per quanto riguarda la composizione etnica degli abitanti, il 96,28% era bianco, lo 0,83% era afroamericano, l'1,65% apparteneva ad altre razze e l'1,24% a due o più. La popolazione di ogni razza ispanica corrispondeva al 5,37% degli abitanti.
Per quanto riguarda la suddivisione della popolazione in fasce d'età, il 23,6% era al di sotto dei 18, l'8,7% fra i 18 e i 24, il 25,2% fra i 25 e i 44, il 31,8% fra i 45 e i 64, mentre infine il 10,7% era al di sopra dei 65 anni di età. L'età media della popolazione era di 40 anni. Per ogni 100 donne residenti vivevano 103,4 uomini.